# São Mamede (Lissabon)
São Mamede ist eine portugiesische Gemeinde (Freguesia) im 1. Bairro der Hauptstadt Lissabon.

## Sehenswürdigkeiten und öffentliche Einrichtungen
- Botanischer Garten und Naturhistorisches Museum (port. Museu Nacional de História Natural)
- Shaaré Tikvah Synagoge – von 1897
- Ehemalige Seidenfabrik und heute Museum und Stiftung Árpád Szenes-Vieira da Silva.
- Mãe d’Água das Amoreiras – Wassermuseum und -reservoir am Ende des Aqueduto das Águas Livres
- Casa e Jardim Daupiás, Anwesen und Garten des Barons Frederico Daupiás
- Palácio Palmela
- Haus von Almada Negreiros
- Zentrale der Sozialistischen Partei am Largo do Rato
- Sitz des Generalstaatsanwalts (port. Procurador-geral da República)

## Söhne und Töchter der Stadt
- Henrique Mitchell de Paiva Couceiro (1861–1944), Kolonialgouverneur und Politiker
- Arsénio José Filipe (* 1885), Bauzeichner, politischer Aktivist und Anarchosyndikalist
- Maria José de Lancastre (* 1946), Literaturwissenschaftlerin und Editorin